# Prix Carmignac du photojournalisme
Prix Carmignac du photojournalisme (Carmignacova cena za fotožurnalistiku) je francouzská fotografická cena udělovaná nadací Carmignac Foundation každý rok od roku 2009 vybranému fotožurnalistovi. Vítěz dostane k dispozici odměnu 50.000 euro, kterou dotuje francouzský investiční bankéř Edouard Carmignac.

## Organizace
Cena Carmignacovy nadace za fotožurnalistiku pod vedením Emerica Glayse si klade za cíl každoročně podporovat tvorbu fotografické investigativní reportáže z regionů po celém světě, kde jsou ohrožována základní lidská práva.
Díky grantu 50 000 euro je umožněno novinářovi-laureátovi vypracovat zprávu s podporou nadace, která po dokončení cyklu zorganizuje putovní výstavu a vydání knižní monografie.
Čtyři fotografie z této práce vstupují do sbírky nadace Carmignac.
Je udělována laureátovi, který každoročně vybere nezávislá porota složená z odborníků na fotografii a geopolitické otázky.
Nadace Carmignac se v září 2014 rozhodla, že po kontroverzním jednání o udělení ceny v roce 2013 íránské fotografce Newsha Tavakolian a odložení plánované výstavy a knihy, o konečném vypořádání ceny. Předseda poroty bude nyní kurátorem výstavy, „aby měl fotograf záruku své umělecké svobody a aby byla zajištěna soudržnost projektu."
V roce 2016 se fotožurnalista Narciso Contreras, vítěz ocenění z roku 2015, vrátil díky podpoře ceny nadace Carmignac s prvními důkazy otrokářství v Libyi.

## Vítězové
- 2009: Kai Wiedenhöfer, Gaza: The Book of Destruction; reportáž z pásma Gazy; výstava v Musée d'art moderne de la Ville v Paříži v roce 2010.[8]

- 2010: Massimo Berruti, Pachtounistan: Lashkars; výstava v kapli École nationale supérieure des Beaux-Arts v Paříži v roce 2011.

- 2011: Robin Hammond, Zimbabwe: Your wounds will be named silence; výstava v kapli École nationale supérieure des Beaux-Arts v Paříži v roce 2012.

- 2012: Davide Monteleone, Tchétchénie: Spasibo; výstava v kapli École nationale supérieure des Beaux-Arts v Paříži v roce 2013 a poté na Fotografie Forum Frankfurt ve Frankfurtu nad Mohanem a v Saatchi Gallery v Londres v roce 2014.

- 2013: Newsha Tavakolian, Iran: Blank Pages of an Iranian Photo Album; cyklus měl být vystaven v kapli École nationale supérieure des beaux-arts v Paříži v roce 2014 (laureátka se vzdala své ceny a výstava byla odložena kvůli nesouhlasu Édouarda Carmignaca[9][10]). Výstava se uskutečnila od 13. května do 7. června 2015 v kapli École nationale supérieure des Beaux-Arts.

- 2014: Christophe Gin, Guyane: Colonie; výstava v kapli École nationale supérieure des beaux-arts v Paříži v roce 2015[11][12][13] a v rámci sbírek Collection Lambert v Avignonu v roce 2016.

- 2015: Narciso Contreras, Libye: plaque tournante du trafic humain; první důkaz otroctví v Libyi (v roce 2016); výstava v Hôtel de l'Industrie v Paříži v roce 2016 a v Palais royal de Milan a Saatchi Gallery v Londres v roce 2017.

- 2016: Lizzie Sadin, Le piège – traite des femmes au Népal; reportáž o otroctví žen a dívek v Nepálu[14]; výstava v Hôtel de l'Industrie v Paříži v roce 2017.

- 2017: Yuri Kozyrevet a Kadir Van Lohuizen. V čele s klimatickým vědcem Jeanem Jouzelem, nositelem vědeckého ocenění Prix Vetlesen 2012 a spoludržitelem Nobelovy ceny za mír 2007, byl 9. ročník ceny Carmignac věnován Arktidě.[15]

- 2018: The Amazon. Vydání ceny je věnováno Amazonce a bude se zabývat otázkami souvisejícími s odlesňováním.[16]

- 2019: Tommaso Protti[17]

- 2020: Finbarr O'Reilly, za projekt République démocratique du Congo[18].

- 2021: cena nebyla udělena

- 2022: Fabiola Ferrero, za jeho práci o Venezuele[19]

- 2023:

- 2024: Kiana Hayeri a francouzská výzkumnice Mélissa Cornat za reportážní projekt „No Womans’ Land“ o postavení žen a dívek v Afghánistánu po návratu Talibánu k moci

## Výstavy
- 2015: Prix Carmignac du photojournalisme. Rétrospective; Saatchi Gallery, Londres, 18. listopadu 2015 – 3. ledna 2016.